# Königreich Sevilla (Krone Kastilien)

Grundherrschaften (señorios) im Königreich Sevilla (um 1470)

Das Königreich Sevilla (spanisch: Reino de Sevilla) war ein mit dem Königreich Kastilien-Léon verbundenes Herrschaftsgebiet im heutigen Spanien.

## Geschichte
Gegründet wurde das Königreich im Jahr 1248, als König Ferdinand III. der Heilige von Kastilien im Zuge der Reconquista das islamisch-maurische Taifa-Königreich von Sevilla eroberte. Als christliches Königreich wurde es nun mit der Krone Kastiliens verbunden, mit der es auch seine gesamte Geschichte über institutionell assoziiert blieb. Das im Jahr 1262 von König Alfons X. eroberte Cádiz wurde ebenfalls mit dem Königreich Sevilla verbunden. Die im Osten gelegenen Städte Teba, Antequera und Archidona mitsamt den dazugehörigen Territorien kamen erst in den Jahren 1330, 1410 bzw. 1462 hinzu.
Zusammen mit den Königreichen Córdoba (1236), Jaén (1246) und Granada (1492) bildete Sevilla die vier Königreiche von Andalusien (cuatro reinos de Andalucía) der Krone von Kastilien.
Im Zuge der durch den Innenminister Francisco Javier de Burgos durchgeführten territorialen Neugliederung Spaniens (1833) wurde das Königreich in die Provinzen Sevilla, Cádiz und Huelva aufgeteilt, die wiederum mit den Provinzen Granada, Almería, Málaga, Córdoba und Jaén die historische Region Andalusien bildeten, die seit 1982 als eine der 17 autonomen Gemeinschaften Spaniens (Comunidad Autónoma) bis heute fortbesteht.